# 7178 Ikuookamoto
7178 Ikuookamoto este un asteroid din centura principală de asteroizi.

## Descriere
7178 Ikuookamoto este un asteroid din centura principală de asteroizi. A fost descoperit pe 11 noiembrie 1990 la Minami-Oda de Toshiro Nomura și Koyo Kawanishi. Asteroidul prezintă o orbită caracterizată de o semiaxă mare de 2,26 ua, o excentricitate de 0,20 și o înclinație de 1,9° în raport cu ecliptica.